# Gouvernement Martens V
Royaume de Belgique
Mark Eyskens Martens VI
Le gouvernement Martens V dirigea la Belgique du 17 décembre 1981 au 28 novembre 1985.
Il s'agissait d'un gouvernement de coalition entre sociaux-chrétiens et libéraux francophones et néerlandophones. Il se composait de 15 ministres et 10 secrétaires d'État.
La signature de l'accord de Schengen, le 14 juin 1985, supprime les frontières belges, permettant ainsi de se rendre en France, en Allemagne de l'Ouest, aux Pays-Bas et au Luxembourg sans être contrôlé. L'Acte unique européen est signé le 17 février 1986 : visant à mettre en place un grand marché commun européen, il institue les principes de la libre-circulation des marchandises et des services, la libre-prestation, la libre-circulation des personnes et la libre-circulation des capitaux. 

## Composition
| Fonction | Titulaire | Titulaire                         | Titulaire                                           | Parti |
| --- | --------- | --------------------------------- | --------------------------------------------------- | ----- |
| Premier ministre |           | Wilfried Martens en 1982          | Wilfried Martens                                    | CVP   |
| Vice-premier ministre, ministre de la Justice et des Réformes institutionnelles à partir du 6 janvier 1985 : ajout du Commerce extérieur                                     |           | Jean Gol en 1994                  | Jean Gol                                            | PRL   |
| Vice-premier ministre, ministre des Finances et du Commerce extérieur à partir du 6 janvier 1985 : amputé du Commerce extérieur, ajout des Classes moyennes                  |           | Willy De Clercq en 1966           | Willy De Clercq (jusqu'au 6 janvier 1985)           | PVV   |
| Vice-premier ministre, ministre des Finances et du Commerce extérieur à partir du 6 janvier 1985 : amputé du Commerce extérieur, ajout des Classes moyennes                  |           | Frans Grootjans                   | Frans Grootjans (à partir du 6 janvier 1985)        | PVV   |
| Vice-premier ministre, ministre de l'Intérieur et de la Fonction publique |           | Charles-Ferdinand Nothomb en 2011 | Charles-Ferdinand Nothomb                           | PSC   |
| Ministre des Relations extérieures |           | Leo Tindemans en 2006             | Leo Tindemans                                       | CVP   |
| Ministre des Affaires économiques |           | Mark Eyskens en 1986              | Mark Eyskens                                        | CVP   |
| Ministre des Travaux publics du 20 janvier 1983 au 6 janvier 1985 : ajout des Classes moyennes                                                                               |           | Louis Olivier en 1982             | Louis Olivier                                       | PRL   |
| Ministre des Communications et des PTT |           | Herman De Croo en 2009            | Herman De Croo                                      | PVV   |
| Ministre de l'Emploi et du Travail |           | Michel Hansenne                   | Michel Hansenne                                     | PSC   |
| Ministre de l'Éducation nationale |           | Daniël Coens                      | Daniël Coens                                        | CVP   |
| Ministre du Budget, de la Politique scientifique et du Plan |           | Philippe Maystadt en 1993         | Philippe Maystadt                                   | PSC   |
| Ministre de la Région bruxelloise et des Classes moyennes à partir du 20 janvier 1983 : amputé des Classes Moyennes                                                          |           | Albert Demuyter                   | Albert Demuyter (jusqu'au 20 janvier 1983)          | PRL   |
| Ministre de la Région bruxelloise et des Classes moyennes à partir du 20 janvier 1983 : amputé des Classes Moyennes                                                          |           | Paul Hatry                        | Paul Hatry (à partir du 20 janvier 1983)            | PRL   |
| Ministre de la Défense nationale |           | Alfred Vreven                     | Alfred Vreven                                       | PVV   |
| Ministre de l'Éducation nationale |           | Michel Tromont                    | Michel Tromont (jusqu'au 9 juin 1983)               | PRL   |
| Ministre de l'Éducation nationale |           | André Bertouille                  | André Bertouille (à partir du 9 juin 1983)          | PRL   |
| Ministre des Affaires sociales |           | Jean-Luc Dehaene en 2005          | Jean-Luc Dehaene                                    | CVP   |
| Secrétaire d'État au Commerce extérieure à partir du 6 janvier 1985 : adjoint au ministre de la Justice et du Commerce extérieur                                             |           | André Kempinaire                  | André Kempinaire                                    | PVV   |
| Secrétaire d'État à l'Énergie à partir du 20 janvier 1983 : Ajout des Classes moyennes à partir du 6 janvier 1985 : adjoint au ministre des Finances et des Classes Moyennes |           | Étienne Knoops                    | Étienne Knoops                                      | PRL   |
| Secrétaire d'État à la Région bruxelloise |           | Cécile Goor-Eyben                 | Cécile Goor-Eyben                                   | PSC   |
| Secrétaire d'État aux Pensions |           | Pierre Mainil                     | Pierre Mainil                                       | PSC   |
| Secrétaire d'État à la Fonction publique à partir du 6 janvier 1985 : Secrétaire d'État aux Finances                                                                         |           | Louis Waltniel                    | Louis Waltniel                                      | PVV   |
| Secrétaire d'État aux PTT |           | Paula D'Hondt-Van Opdenbosch      | Paula D'Hondt-Van Opdenbosch                        | CVP   |
| Secrétaire d'État aux Affaires européennes et à l'Agriculture |           | Paul De Keersmaeker               | Paul De Keersmaeker                                 | CVP   |
| Secrétaire d'État aux Affaires sociales à partir du 10 février 1982 : Secrétaire d'État à la Santé publique et l'Environnement                                               |           | Firmin Aerts                      | Firmin Aerts                                        | CVP   |
| Secrétaire d'État à la Coopération au Développement |           | Jacqueline Mayence-Goossens       | Jacqueline Mayence-Goossens (jusqu'au 9 juin 1983)  | PRL   |
| Secrétaire d'État à la Coopération au Développement |           | François-Xavier de Donnea en 2009 | François-Xavier de Donnea (à partir du 9 juin 1983) | PRL   |
| Secrétaire d'État à la Région bruxelloise |           | Annemie Neyts-Uyttebroeck en 2010 | Annemie Neyts-Uyttebroeck                           | PVV   |

## Référence
- Gouvernement Wilfried Martens V, document du CRISP
- Déclaration gouvernementale, document du CRISP